# Listy albo opór materii
Listy albo opór materii – zbiór listów pisanych przez Stanisława Lema w latach 1955–1988, wydany przez Wydawnictwo Literackie w roku 2002. Wyboru i opracowania korespondencji dokonał Jerzy Jarzębski, który jest również autorem posłowia. Ponadto książka zawiera krótkie notki biograficzne o adresatach oraz indeks nazwisk.
Zbiór zawiera korespondencję autora z różnymi instytucjami PRL oraz listy pisane do znajomych, wśród których adresatami są m.in.: Helena Eilstein, Antoni Słonimski, Wiktor Woroszylski, Jerzy Jarzębski, Daniel Mróz, Szymon Kobyliński i biofizyk prof. Władysław Kapuściński.
W zbiorze znajdują się też listy do tłumacza na język angielski Michaela Kandla, w których Lem  m.in. objaśnia swoje poglądy wyrażone w dziełach i radzi, jak je należy rozumieć i przekładać.
Podobną pozycją są Listy, zawierające wybór korespondencji pomiędzy Lemem a Sławomirem Mrożkiem z lat 1956–1978 oraz Sława i Fortuna, zawierająca listy do Michaela Kandla z lat 1972-1987.